# Halopegia perrieri
Halopegia perrieri là một loài thực vật có hoa trong họ Marantaceae. Loài này được Guillaumin mô tả khoa học đầu tiên năm 1926.